# Interdictum
Um interdictum, no direito romano, era uma ordem lançada por um pretor (ou, nas províncias, por um procônsul) a pedido de um autor e direcionado a outra pessoa, impondo a ele uma ordem ou para fazer algo ou para abster-se de fazer algo. O interdictum era um remédio projetado com o propósito de proteger situações existentes por meio de uma decisão rápida. Seu procedimento é sumário. O que o autor alega, acompanhado da documentação necessária, é pressuposto como verdadeiro; se as suas alegações não são verdadeiras, o réu poderá defender o seu direito em um procedimento ordinário.